# Tanquana hilmarii
Tanquana hilmarii är en isörtsväxtart som först beskrevs av L. Bol., och fick sitt nu gällande namn av H. Hartmann och S. Liede. Tanquana hilmarii ingår i släktet Tanquana och familjen isörtsväxter. Inga underarter finns listade i Catalogue of Life.